# Lafayette Afro Rock Band
Lafayette Afro Rock Band es un grupo de músicos de funk activo, bajo varios nombres (Bobby Boy Congress, Ice, Crispy & Co.), desde 1970 hasta 1978. Originarios del estado de Nueva York, desarrollaron la mayor parte de su carrera musical en París. 
Su estilo, muy representativo de la década de los 70, se resiste a las etiquetas, mezclando con gran naturalidad el funk con el rock del tipo de Jimi Hendrix, todo ello aderezado con una fuerte herencia africana (tanto la percusión más tradicional como las tendencias más complejas y contemporáneas de artistas como Fela Kuti). 

## Trayectoria
Lafayette Afro Rock Band nace en 1970 en Long Island, isla del estado de Nueva York, bajo el nombre Bobby Boy Congress. Ese mismo año, a causa de la saturación de formaciones de música funk en los EE. UU., el grupo decide mudarse a Europa, en concreto a París, Francia. 
Cuando en 1973 el vocalista Bobby Boy, al cual se debía el nombre del grupo, decidió volver a su país natal, el resto de la banda decidió cambiar nuevamente de nombre, pasando a llamarse Ice. Bajo esta nueva denominación, se convirtieron en la banda del estudio Parisound de Pierre Jaubert. Durante estos meses su lugar de residencia era el barrio parisino de Barbès, poblado principalmente por inmigrantes de origen africano. Gracias a esta influencia, el sonido del grupo se impregnó cada vez más de los ritmos y las músicas del continente africano, mezclándolas eficazmente con el funk, el soul y el rock. Fruto de este influjo, su primer trabajo, Each Man Makes His Own Destiny (1973), muestra las bases de lo que sería su estilo en los siguientes discos.
En 1974, aconsejados por su productor, cambiaron su nombre a Lafayette Afro Rock Band' con motivo de la publicación de su siguiente trabajo, Soul Makossa (comercializado en EE. UU. con el nombre Movin' & Groovin). Además de la versión del éxito de Manu Dibango que da nombre al disco, el álbum contiene una serie de canciones donde el estilo del grupo está completamente definido, con composiciones, como «Hihache», que serán ampliamente sampleadas por artistas de hip-hop.
Su siguiente trabajo, Malik (1975), sigue la línea del trabajo anterior en cuanto a estilo e incluye alguna de sus más memorables canciones, como «Darkest Light», que fue posteriormente dada a conocer por Public Enemy en «Show 'Em Whatcha Got», incluido en el disco It Takes a Nation of Millions to Hold Us Back.
Tras algunas colaboraciones con artistas como los pianista Mal Waldron y Sunnyland Slim, retomaron el nombre de Ice y grabaron Import/Export (1975), Frisco Disco (1976), Thumping (1977), Seven Americans in Paris (1977) y Afro Agban (1978); bajo el nombre Crispy & Co. publicaron Funky Flavored (1978).  
En 1978, los integrantes de la banda volvieron a EE. UU. y se separaron después de poco tiempo.

## Herencia
Prácticamente desconocidos en su momento, Lafayette Afro Rock Band ha sido rescatado gracias al uso de sus canciones como base para composiciones hip-hop, con artistas como Public Enemy (el envolvente saxo en «Show em Whatcha Got» del LP «It Takes A Nation Of Millions To Hold Us Back» de 1988, es un sample de «Darkest Light»), Janet Jackson, Wreckx N Effect o Tuff Crew. Esto, unido a la reedición de sus dos discos publicados bajo el nombre de Lafayette Afro Rock Band, ha contribuido a crear un pequeño pero fiel grupo de admiradores. No obstante, el resto de trabajos de este grupo de músicos bajo otros nombres (Ice, Crispy and Co.) son aún hoy día extraordinariamente poco conocidos, excepto para los coleccionistas de rare grooves.

## Miembros
- Larry Jones - guitarra
- Michael McEwan - guitarra
- Lafayette Hudson - bajo
- Frank Abel - teclados
- Ronnie James Buttacavoli - instrumentos de viento
- Arthur Young - instrumentos de viento y percusión
- Ernest "Donny" Donable - batería
- Keno Speller - percusión

## Discografía

### Lafayette Afro Rock Band
- Soul Makossa (High & Fly, 1974)
- Malik (High & Fly, 1975)
- Darkest Light: The Best of Lafayette Afro Rock Band
- Afon: 10 Unreleased Afro-Funk Recordings, 1972-74

### Ice
- Each Man Makes His Own Destiny (Kedzie, 1973)
- Import/Export (1975)
- Frisco Disco (1976)
- Thumping (RCA, 1977)
- Seven Americans in Paris (RCA, 1977)
- Afro Agban (1978)

### Crispy & Company
- Funky Flavored (Creole Records, 1978)

- Datos: Q6471332